# Pentax K-01
Die Pentax K-01 ist eine digitale spiegellose Systemkamera der japanischen Marke Pentax, die im Februar 2012 vorgestellt wurde und im März 2012 auf den Markt kam. Zentrale Komponente ist CMOS-Bildsensor, bei dem die AD-Wandler für die Signalwandlung direkt auf dem Chip sind. Er bietet eine effektive Auflösung von 16,28 Millionen Pixeln auf 372 mm² und eine maximale Bildgröße von 4928 × 3264 Pixel. Der Sensor ist eine Weiterentwicklung des Sensors in der Pentax K-5. Auch der zentrale Prozessor wurde überarbeitet, hat die Bezeichnung „PRIME M“, bietet eine schnellere Bildverarbeitung und ermöglicht weitere Bildformate für die Videoaufzeichnung. Das Design der Kamera kommt vom australischen Industriedesigner Marc Newson. Die Kamera ist in den Farben Schwarz, Schwarz-Silber und Schwarz-Gelb erhältlich. Zusätzlich wurde das 40-mm-Objektiv von Marc Newson für diese Kamera als Standardobjektiv neu gestaltet und ist mit einer Bautiefe von 9,2 mm das weltweit flachste Wechselobjektiv. Diese Optik passt auch an alle anderen Pentax-K-Kameras.

## Merkmale
Das Sensorformat 23,7 mm × 15,7 mm (APS-C) entspricht einem Verlängerungsfaktor für Objektive von etwa 1,54 gegenüber dem Kleinbildformat.
Das Bildstabilisierungs-System Shake Reduction hat eine Wirksamkeit von 2,5 bis 4 LW. Der Stabilisator ist im Gehäuse eingebaut und funktioniert somit mit allen Objektiven; dadurch werden translatorische und rotationelle Verwacklungen korrigiert.
Die Stromversorgung erfolgt mit einem wiederaufladbaren Lithium-Ionen-Akku vom Typ D-LI90.
Das Gewicht beträgt ohne Akku und Speicherkarte 480 g, betriebsbereit 560 g. Die Maße der Kamera sind 121 mm × 79 mm × 59 mm (B × H × T).
Im Videomode sind folgende Formate möglich, gespeichert wird im MP4 (AVC/H.264), der Ton wird über ein eingebautes Stereomikrofon aufgezeichnet.
- Full HD: 1960 × 1080 (16:9) mit 30, 25 oder 24 b/Sek.
- HDTV: 1280 × 720 (16:9) mit 30, 25 oder 24 B/Sek.
- VGA: 640 × 480 (4:3) mit 30, 25 oder 24 B/Sek.

Urheberrechtsinformationen und der Name des Fotografen können von der Kamera in die EXIF-Datender Bilder eingebettet werden.
Die Kamera hat einen HDR-Mode eingebaut, mit dem sich auch Freihand-HDR-Aufnahmen machen lassen, da die Kamera drei Bilder mit −3,0,+3 EV aufnimmt und die Bilder aufeinander ausrichtet. Die Stärke des Effekts ist in vier Stufen wählbar.
Bei Pentax DA-, DAL-, DFA- und einigen FA-Objektiven können die Linsenverzerrungen und Farbfehler von der Kamera korrigiert werden.

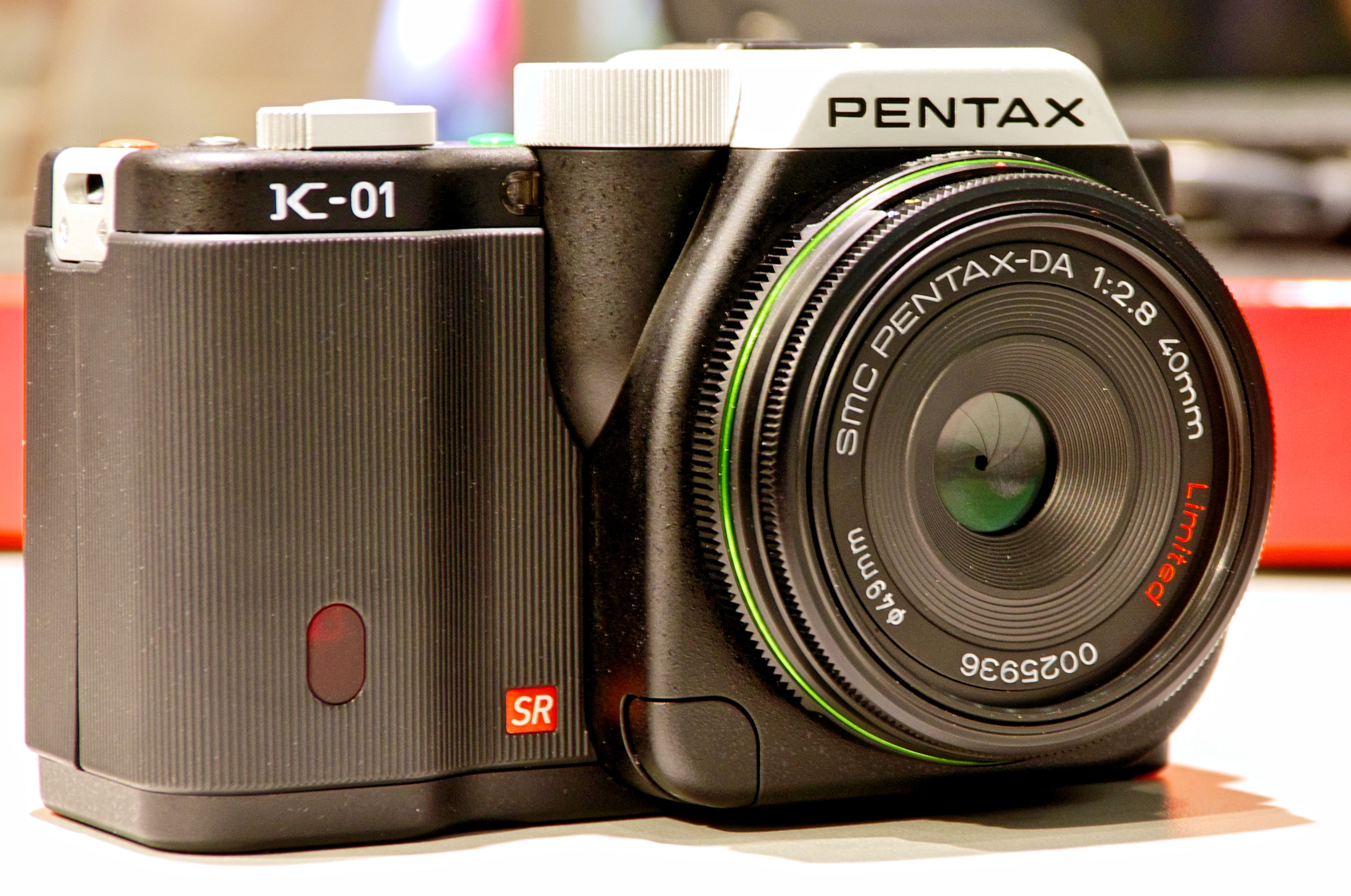
Pentax K-01 in schwarz mit dem 40mm f2.8 Limited
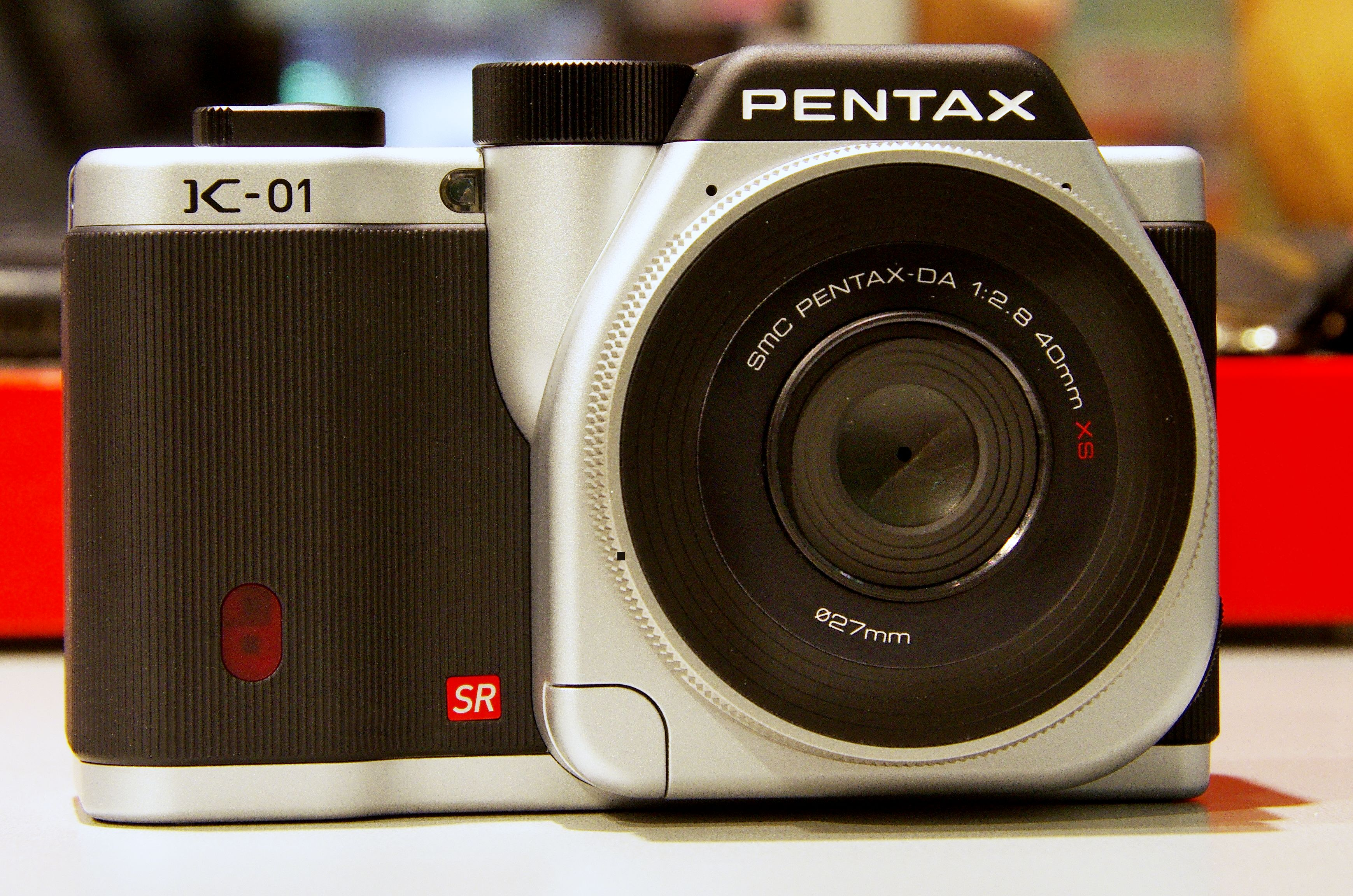
Pentax K-01 in schwarz/silber mit dem 40mm f2.8 XS
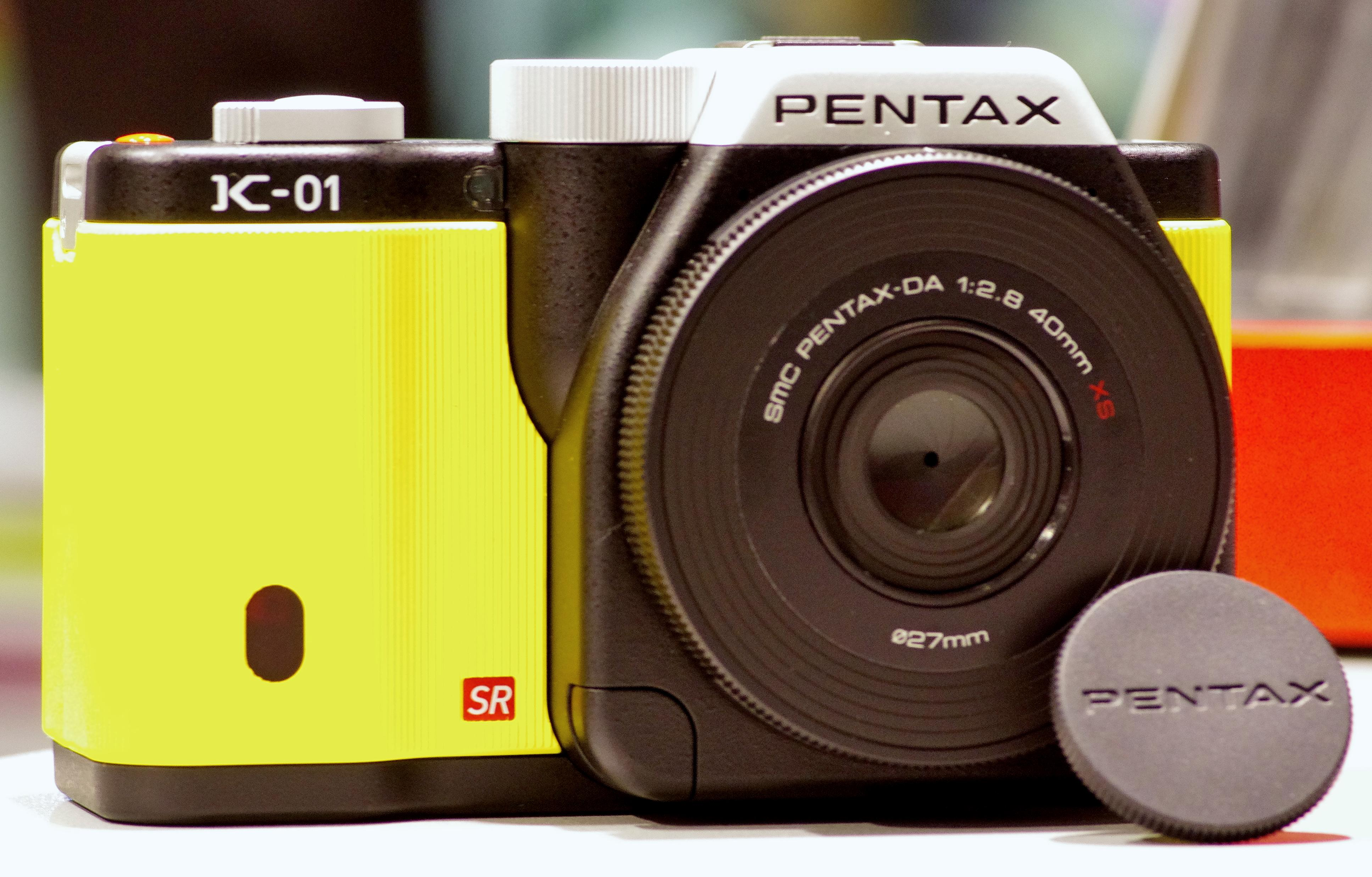
Pentax K-01 in gelb/schwarz mit dem 40mm f2.8 XS
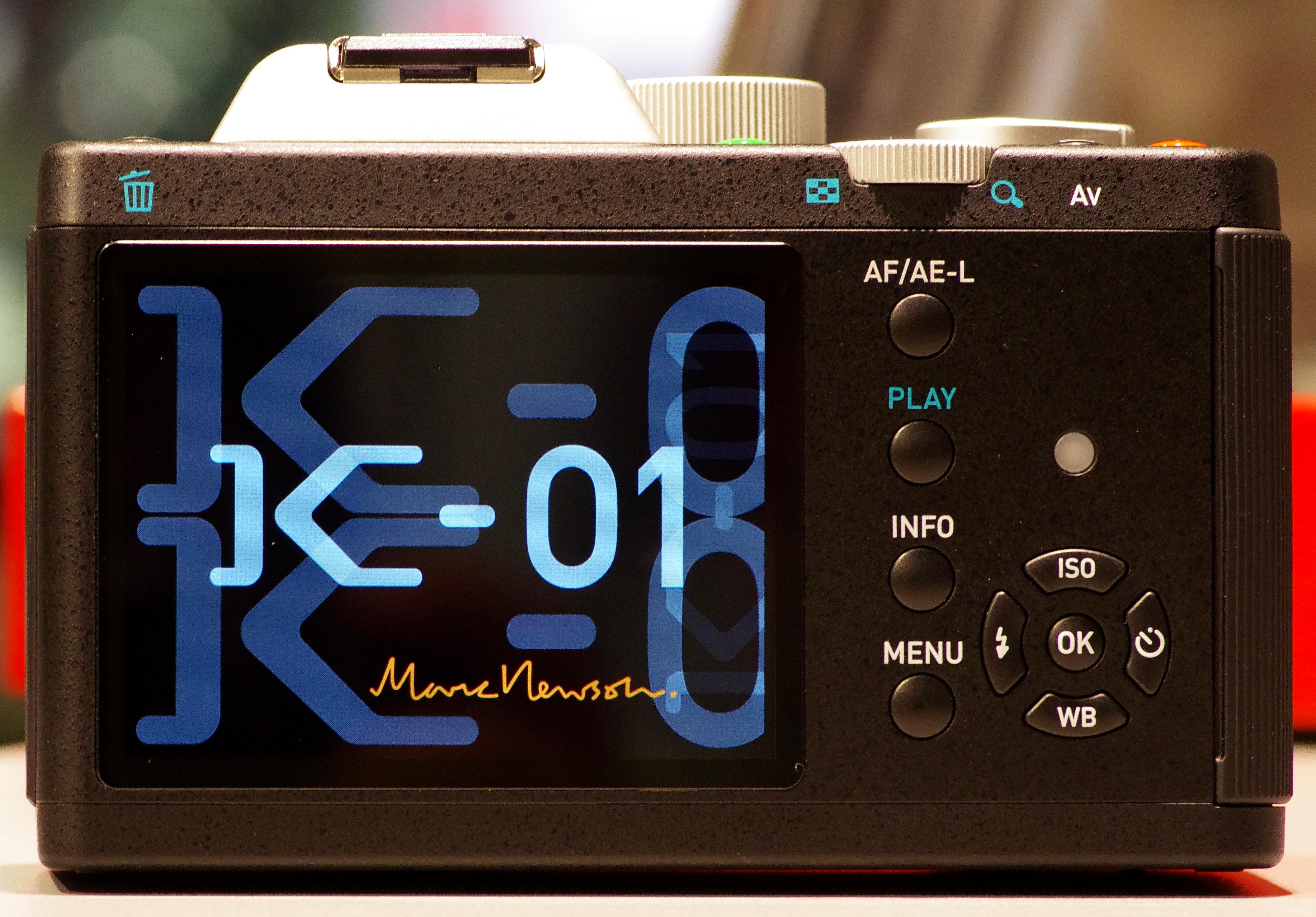
Startbildschirm nach dem Einschalten
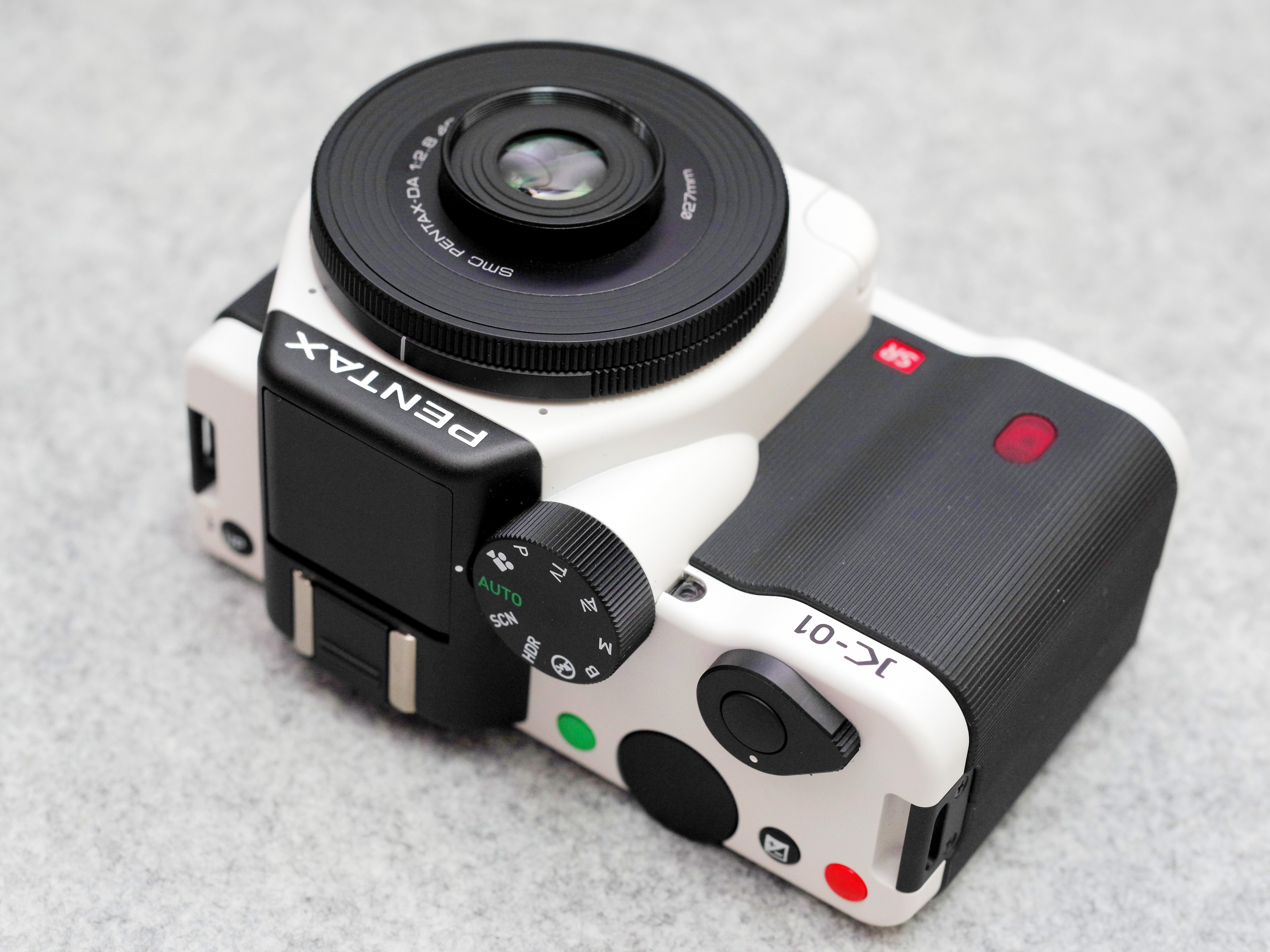
Ansicht mit den Bedienelementen

## Bajonett und Objektive
Das KAF2-Bajonett ist rückwärtskompatibel mit allen K-Bajonett-Objektiven, die seit 1975 gebaut wurden. Kontakte zur Ansteuerung von Objektiven mit Fokussierung per Ultraschallmotor sind vorhanden. Daneben verfügt die K-01 über einen gehäuseinternen Autofokusmotor, der Pentax-AF-Objektive ohne eigenen Motor antreibt. Die Abblendmöglichkeit dient der Schärfentiefen-Vorschau. Für die digitale Bildvorschau wird eine Probeaufnahme auf dem Monitor angezeigt und kann abgespeichert werden.

## Technische Beschreibung
Der Belichtungsindex lässt sich von ISO 100 bis zu ISO 12800 automatisch und manuell einstellen, im erweiterten Mode von ISO 100 bis zu ISO 25600; die Zwischenwerte sind in Halb- oder Drittelstufen einstellbar. Die Verschlusszeiten sind von 1/4000 bis 30 Sekunden einstellbar, dazu gibt es Langzeitbelichtung (B) und Blitzsynchronzeit (X) 1/180 Sekunde. Die Bilder können in den zwei Formaten JPG (3 Qualitäten) und dem herstellerunabhängigen DNG-Format abgespeichert werden. Für jeden ISO-Wert kann die Stärke der Rauschreduktion einzeln eingestellt werden.
Die Belichtungsmessung erfolgt in 1024 Feldern, die als Matrix, mittenbetont oder spotorientiert ausgewertet werden können. Korrekturen sind im Bereich von ±3 EV in 1/3-Schritten möglich.
Die Flüssigkristallanzeige hat eine Größe von drei Zoll, eine Auflösung von 921.000 (640 × 480 × RGB) Bildpunkten und einen Betrachtungswinkel von bis zu 170°. Über diesen Monitor kann im Live-View-Modus das Motiv betrachtet und mit Kontrastautofokus – dabei wahlweise mit oder ohne Gesichtserkennung – scharfgestellt werden; in beiden Modi ist eine Beurteilung der Schärfentiefe möglich. Der Monitor ist in 49 Stufen kalibrierbar. Es sind drei Autofokus-Modi möglich: AF-S (einmaliger Autofokus), AF-C (kontinuierlicher Autofokus) und manuell. Bei sehr geringem Licht schaltet die Kamera zum Fokussieren ein grünes Hilfslicht zu. Als EInstellhilfen für die manuelle Entfernungseinstellung gibt es eine Softwarelupe und Fokus-Peaking.
Der A/D-Wandler arbeitet mit zwölf Bit Farbtiefe. Es existieren eine Feinkorrektur der Weißabgleichsvoreinstellungen sowie mehrere Speicherplätze für manuellen Weißabgleich. Fünf benutzerdefinierte Programme dienen zum Abspeichern und raschen Aufrufen einer benutzereigenen Kamerakonfiguration.
Belichtungsreihen mit drei Bildern sind möglich, dabei können unterschiedliche Parameter variiert werden: Belichtungszeit, Weißabgleich, Sättigung, Kontrast und Schärfe. Daneben kann man auch Mehrfachbelichtungen vornehmen. Die aufgenommenen Bilder können über neun Filter bearbeitet werden.
Die Serienbildgeschwindigkeit beträgt maximal sechs Bilder/Sekunde (Hi) oder drei Bilder/Sekunde (Lo).
Die Blitzsteuerung eines externen Blitzes kann drahtlos über den eingebauten Blitz erfolgen. Es besteht zudem ein X-Synchronkontakt für Blitzanlagen. Blitzen lässt sich auf den zweiten Verschlussvorhang (mit dem internen Blitz und mit bestimmten Systemblitzgeräten).